# Museu Homero Massena
O Museu Homero Massena é um museu da cidade de Vila Velha, Espírito Santo.Antiga residência de Homero Massena e Dona Edy Massena, sua esposa, que ali viveram até o ano de 1974, ocasião da morte do pintor. O museus retrata o modo como viveu o artista em sua época. O Museu Homero Massena foi tombado no ano de 1980 e é considerado um dos maiores patrimônios históricos de Vila Velha. É o cartão postal da cidade e é aberto à visitação.

## O Artista
Homero Massena é natural de Barbacena, Minas Gerais e tinha Vila velha no coração, já que veio morar no município aos seis meses de vida. Nascido em quatro de março de 1884, foi aos 15 anos que Homero descobriu sua vocação artística e frequentou os cursos de pintura, urbanismo e decoração na Escola Nacional de Belas- Artes do Rio de Janeiro (RJ) e de Minas Gerais (MG).
Massena também estudou na Europa, na Academia Julien, em Paris. Pressionado pelo pai, formou-se em Odontologia, profissão que exerceu por dois anos. Foi jornalista e redator de A Batalha, O País, Jornal do Comércio e A Tarde. Homero Massena trouxe a técnica de uma pintura mais elaborada para o Estado e é o maior nome e referência para os artistas capixabas. Ele tinha um amor declarado por Vila Velha e dizia que “para se viver bem, tem que ser em Paris ou em Vila Velha”, deixando bem clara sua paixão pelo município. Artista completo, Homero Massena era escritor e pintor e escreveu dois livros: “Miracema” e “Atribulações de um Capixaba”. Nas suas pinturas a natureza era sua grande fonte de inspiração, em quadros com uma riqueza de texturas e transparências, levando, com suas pinceladas, um realismo às obras, criando vida em seus quadros. A maior obra do pintor é o quadro “Solidão”, que hoje se encontra nas paredes do Palácio Anchieta. Além das diversas obras, é de Homero Massena a pintura do teto do Teatro Carlos Gomes. Durante sua vida de pintor, foi premiado com 28 medalhas, além de diplomas e de outros prêmios. Foi casado com Cecília Massena e teve três filhos. Casou-se novamente com a gaúcha Adelina Massena, conhecida como Edy, com quem viveu até seus últimos dias. Homero Massena faleceu em 1979, aos 89 anos.

## Acervo
O visitante desse Museu-atelier instalado na ex-residência do artista, incluindo a sua oficina no quintal, poderá apreciar:
- O estilo de vida do artista (casa, mobília, roupas, etc...);
- Decoração existente nas paredes, óleo sobre alvaiade;
- Recortes de jornais desde 1912;
- Livro "Atribulações de um Capixaba" e manuscritos do artista;
- Fotografias;
- Aquarelas e desenhos;
- Óleos acabados e inacabados de grande valor didático;
- Obras raras (crítica social, surrealista, etc...)
- A fabricação de suportes (telas de algodão e painéis);
- Cavalete, palheta, caixa de tintas e materiais de trabalho do artista;
- Explicação sobre sua técnica;
- Reprodução de obras de contemporâneos no Brasil e no exterior;
- Diplomas e medalhas conquistadas;
- Fitas gravadas com o artista tocando violão, falando sobre sua vida, obra e comentado suas técnicas.[7]

## Galeria

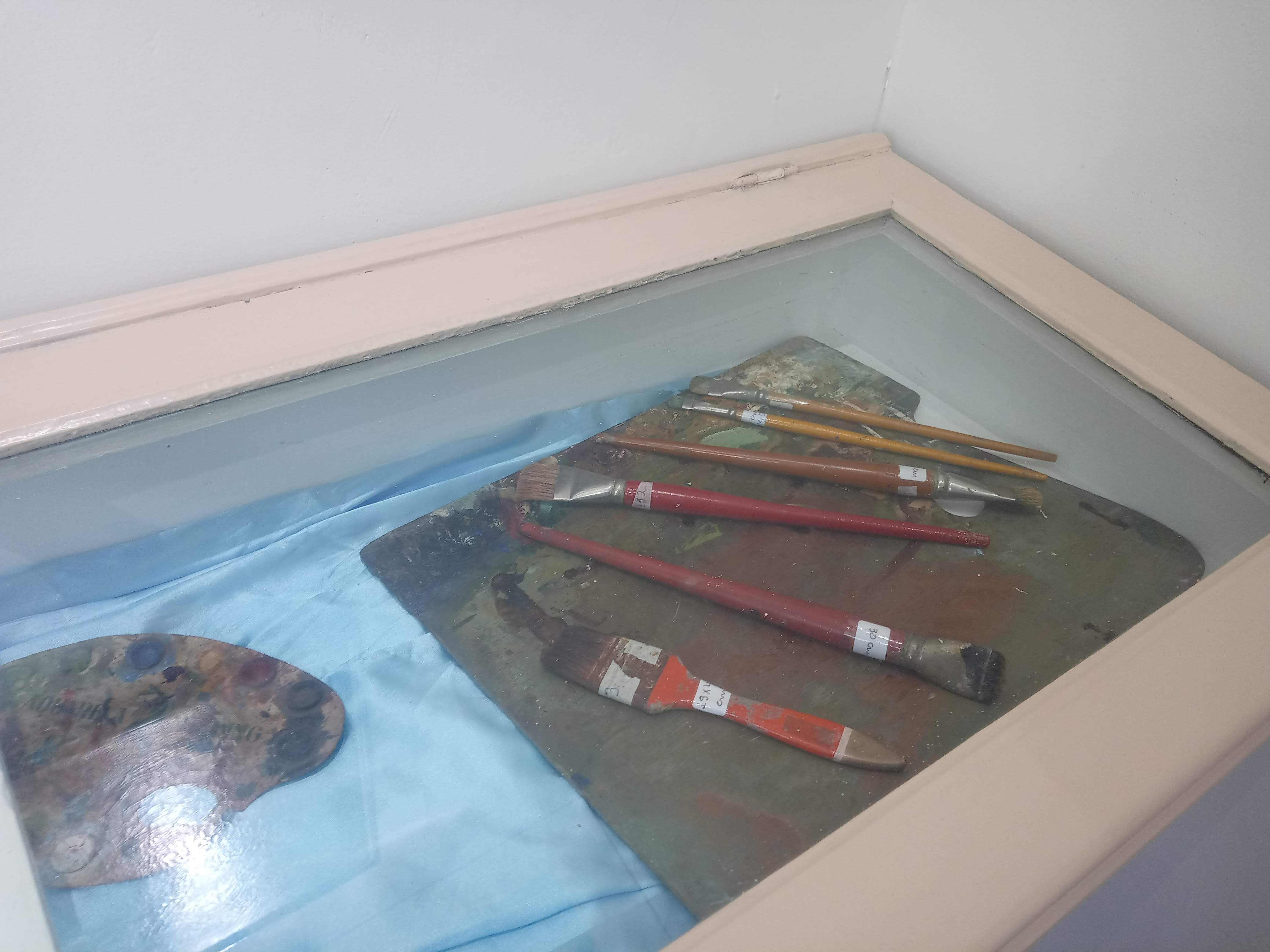
Pincéis usados por Homero Massena
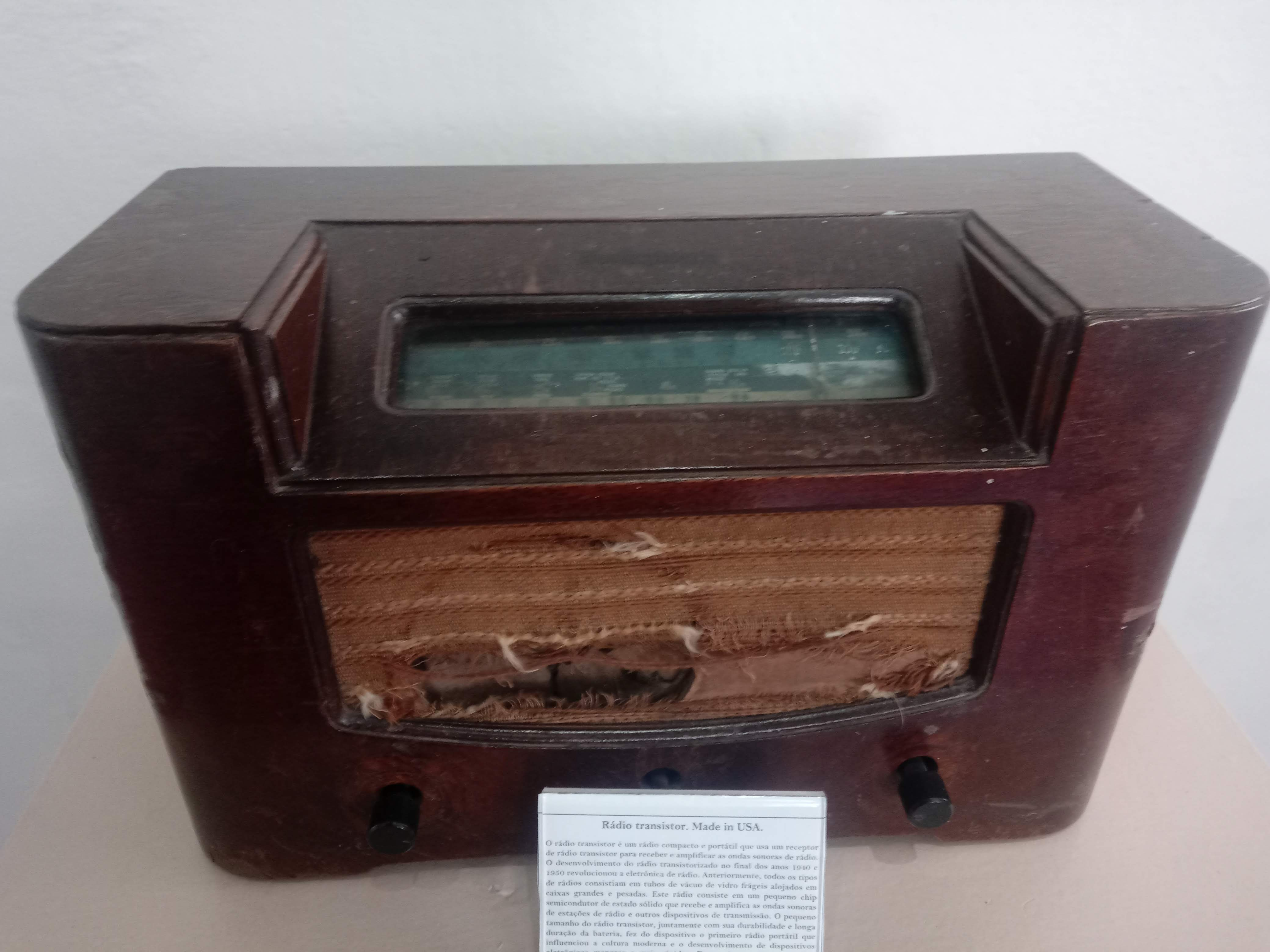
Um rádio Americano
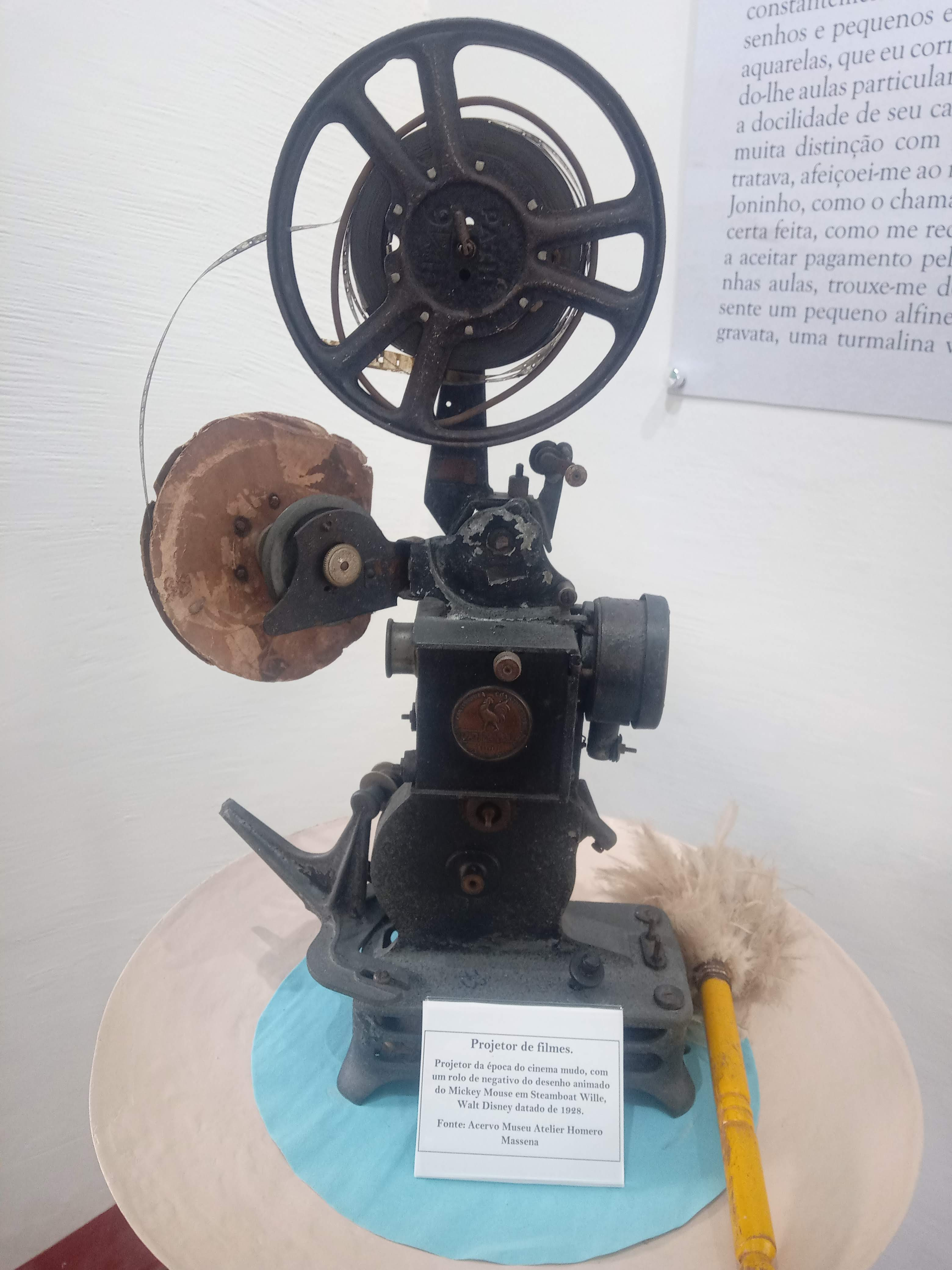
Projetor de Filmes